# اچ‌ام‌ای‌اس آرونتا (آی۳۰)
اچ‌ام‌ای‌اس آرونتا (آی۳۰) (به انگلیسی: HMAS Arunta (I30)) یک کشتی بود که طول آن ۳۷۷ فوت ۱ اینچ (۱۱۴٫۹۴ متر) بود. این کشتی در سال ۱۹۴۰ ساخته شد.